# Saga dei Faroensi
La Saga dei Faroensi (in norreno Færeyinga Saga, in faroense Føroyingasøga o Føroya søga) è la saga della colonizzazione delle Fær Øer.

## Trama
La saga traccia la storia dei Faroensi dal loro insediamento nelle isole fino alla conversione al Cristianesimo e l'annessione delle Fær Øer nel Regno di Norvegia.
Uno dei personaggi principali della saga è il norvegese Sigmundur Brestisson (961 – 1005), che aveva ricevuto, nel 999, l'incarico da re Olaf I Tryggvason di convertire le isole al cristianesimo. Brestisson era originario delle Fær Øer: la sua famiglia, infatti, era giunta nell'isola attorno al IX secolo assieme ad altri esuli che fuggivano dalla tirannia di re Harald I Hårfagre, ma due secoli dopo, la famiglia di Brestisson, che aveva prosperato nelle isole meridionali dell'arcipelago, era stata sterminata dal contingente norvegese inviato da re Olaf I per conquistare le Fær Øer.
Di fronte all'ostilità dei Faroensi alla conversione, Brestisson fece irruzione di notte, con un manipolo di uomini armati, nella residenza di Tróndur í Gøtu, capo dei Faroensi, e dopo averlo preso in custodia lo pose di fronte ad una scelta obbligata: o la conversione o la decapitazione. I Faroensi si convertirono.

## Composizione e fonti
Di autore anonimo, la saga fu composta in Islanda all'inizio del XIII secolo ed è scritta in norreno. Il manoscritto originale è andato perduto, ma alcuni estratti sono stati copiati in altre saghe islandesi, in particolare nella Óláfs saga Tryggvasonar en mesta (La grande saga di Óláfr Tryggvason) che riprende e amplia la narrazione della saga omonima sul monarca norvegese contenuta nell''Heimskringla di Snorri Sturluson. Questa edizione della saga di Olaf I è presente in diversi manoscritti tra cui il Flateyjarbók (Libro dell'isola piatta) conservato all'Istituto Árni Magnússon di Reykjavík.
Le copie differiscono tra loro quando si tratta di descrivere il primo insediamento nell'arcipelago. L'estratto contenuto in Flateyjarbók (di redazione più tarda) afferma che Grímur Kamban (il primo colono) si insediò nelle isole sotto il regno di Harald I di Norvegia, ma il resoconto non collima con le annotazioni sulle isole contenute nel De Mensura Orbis Terrae (Sulla misurazione [geografica] del mondo) del monaco e geografo irlandese del IX secolo Dicuil e con le versioni più antiche della Ólafs saga Tryggvasonar per i quali c'è un lasso temporale non specificato tra l'insediamento di Grímr Kamban e l'arrivo del gruppo di coloni norvegesi fuggiti sotto il regno di re Harald.
Poiché Grímr è un nome scandinavo, ma Kamban è un cognome di origine celtica si è ipotizzato che questo colono non fosse di origine norvegese, ma provenisse dall'Irlanda, le Ebridi Esterne o dall'Isola di Man, terre celtiche dove i vichinghi avevano già da tempo stabilito degli insediamenti.
Secondo Dicuil, l'isola era abitata da monaci irlandesi prima dell'arrivo dei vichinghi dalla Norvegia, per cui alcuni storici hanno anche ipotizzato che Grímr potesse essere uno di questi monaci o comunque un irlandese.
In ogni caso, la circostanza per cui le Fær Øer fossero già abitate prima dell'arrivo dei norvegesi rende più verosimile la conoscenza da parte dei fuggiaschi della posizione delle isole prima di abbandonare la Norvegia.

### Principali edizioni moderne
La selezione è tratta dal catalogo della Føroya Landsbókasavn (Biblioteca Nazionale delle Fær Øer).
- Carl Christian Rafn: Færeyínga Saga eller Færøboernes Historie i den islandske Grundtext med færøisk og dansk Oversættelse. Copenaghen 1832 (riedizione: Emil Thomsen, Tórshavn 1972 - 284 S.; edizione faroense a cura di Johan Henrik Schrøter)
- Føroyingasøga, traduzione a cura di V. U. Hammershaimb. Tórshavn 1884. 137 S. (prima edizione della saga in faroense, edizioni successive nel 1919 e 1951)
- Føringasøga / traduzione e commento a cura di C. Holm Isaksen. Tórshavn 1904. 116 S. (in lingua faroense)
- Færeyingasaga. Den islandske saga om færingerne. Edito da Det kongelige nordiske oldskriftselskab, Copenaghen 1927. - xix, 84 S. (in lingua danese)
- Føroyingasøga, traduzione a cura di Heðin Brú e Rikard Long. Skúlabókagrunnurin, Tórshavn 1962 - 105 S. (in lingua faroense)
- The Faroe Islanders' saga, tradotto e annotato da George Johnston; edito da Michael Macklem; illustrazioni di William Heinesen. Oberon Press, Ottawa 1975. - 144 S. (in lingua inglese)
- Færeyinga saga annotata da Ólafur Halldórsson; edito da Jón Böðvarsson. Iðunn, Reykjavík 1978 - 180 S. (in lingua islandese)
- Færinge saga, illustrata da Sven Havsteen-Mikkelsen; traduzione di Ole Jacobsen con prefazione e note di Jørgen Haugan. Forum, Copenaghen 1981 - 143 S. (in lingua danese)
- La saga des Féroïens, traduzione a cura di Jean Renaud; prefazione di Régis Boyer. Aubier Montaigne, Parigi 1983 - 133 S. (in lingua francese)
- Die Färinger Saga, traduzione a cura di Klaus Kiesewetter. Ålborg 1987 - 103 S. (in lingua tedesca)
- Färinga sagan traduzione a cura di Bo Almqvist; prefazione di Olov Isaksson; fotografie di Sören Hallgren. Gidlunds Bokförlag, Hedemora 1992 - 205 S. (in lingua svedese)
- Føroyinga søga, illustrazioni di Sven Havsteen-Mikkelsen; traduzione di Bjarni Niclasen. Føroya skúlabókagrunnur, Tórshavn 1995 - 148 S. (in lingua faroense)
- Føroyinga søga a cura di Høgni Joensen. : Ljóðbókanevndin, Tórshavn 2003 - (in lingua faroense)